# Бурчак (струмок)
Бурчак — струмок в Україні у Обухівському районі Київської області. Правий доплив річки Барахтянки (басейн Дніпра).

## Опис
Довжина струмка приблизно 8,49 км, найкоротша відстань між витоком і гирлом — 7,52  км, коефіцієнт звивистості річки — 1,12 . Формується декількома струмками та багатьма загатами.

## Розташування
Бере початок на західній околиці села Кодаки. Тече переважно на північний схід через село і у селі Барахти впадає у річку Барахтянку, праву притоку річки Стугни.

## Цікаві факти
- Біля витоку струмка поруч пролягає автошлях М05[2] (автомобільний шлях міжнародного значення на території України, Київ — Одеса. Проходить територією Київської, Черкаської, Кіровоградської, Миколаївської та Одеської областей.).
- На струмку існують газгольдер та декілька газових свердловин[3], а у XIX столітті — декілька вітряних млинів[4].